# Saně (sport)

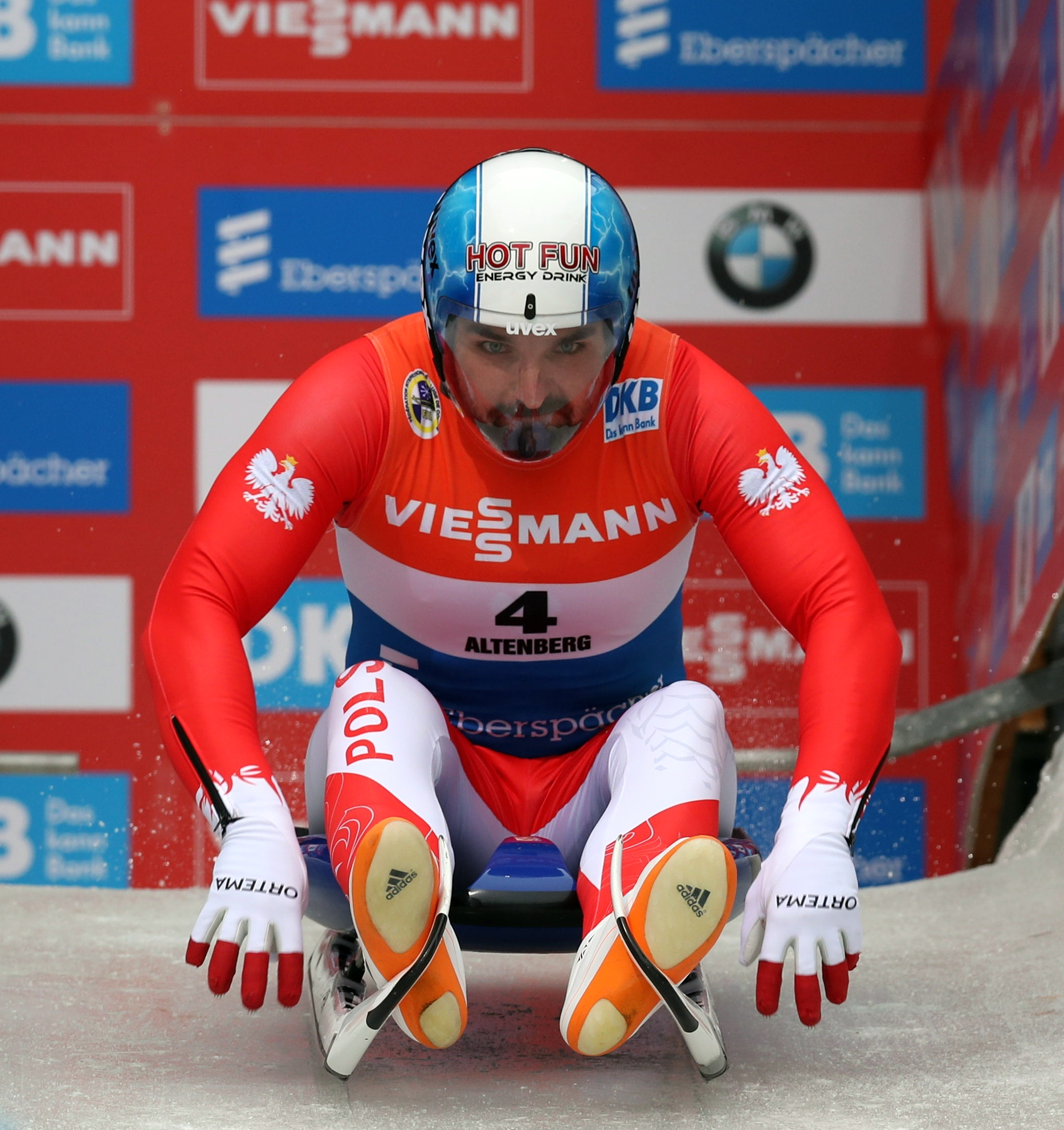
Sáňkař

Saně či sáňkování je zimní sport patřící do kategorie kluzných sportů. Od roku 1964 je olympijským sportem. Je řízen Mezinárodní sáňkařskou federací, kterou založilo 13 zemí roku 1957 ve švýcarském Davosu, a která má v současnosti již 53 členů a od roku 2009 sídlí v německém Berchtesgadenu - nikoli náhodou, právě v Německu má sport největší tradici a zázemí, Němci drží rekord v počtu získaných olympijských medailí, stejně tak vedou historickou tabulku mistrovství světa a Evropy. První Mistrovství světa v jízdě na saních se konalo v roce 1955 v Oslu. První mistrovství Evropy se konalo již roku 1914, a to v Čechách, v Liberci. Český Němec Fritz Preissler získal pro Československo před druhou světovou válkou tři tituly mistra Evropy, Hanni Finková dva. Světový pohár se jezdí od sezóny 1977–78. Kořeny sportu sahají do 70. let 19. století a za místo vzniku bývá považováno Švýcarsko (podobně jako u příbuzných sportů skeletonu a bobů, s nimiž saně původně sdílely i společnost sportovní federaci, než se osamostatnily). Závody jezdí buď jednotlivec nebo dvojice. Závodníci dosahují na trati rychlosti až 140 kilometrů v hodině. Rekord drží Rakušan Manuel Pfister s naměřenou rychlostí 154 km/h. Rekordmany v počtu zlatých olympijských medailí jsou Němci Tobias Arlt a Tobias Wendl. Mezi ženami je to Němka Natalie Geisenbergerová. Sáňkařské závody se jezdí na uměle vytvořených tratích, ovšem existují i závody na tratích přírodních - ty mají vlastní soutěže. Existuje i nesportovní sáňkování.